# 서연 (가수)
서연(본명: 남미현, 1986년 4월 11일 ~ )은 대한민국의 가수이다.

## 이력
2003년에 정규 1집 Stars in your Heart로 데뷔하면서 솔로 가수 활동을 했는데 2004년 일본 인기가수 아무로 나미에의 '캔 유 셀러브레이트'를 리메이크한 싱글앨범 이후 한동안 활동을 잠정 중단했었다.

## 학력
- 인천백학초등학교
- 관교여자중학교
- 현대고등학교
- 동덕여자대학교 실용음악학과 학사

## 음반 목록
- 2003: Stars in your Heart
- 2003: Stars in your Heart (Special Repackage)
- 2003: Can You Celebrate
- 2007: 여름안에서 (Remix)
- 2007: Seo Yeon (Digital Single)
- 2008: The L.O.V.E Part. 3 (Digital Single)
- 2009: 커플 (Digital Single)
- 2009: 꼭꼭 숨어라 (Digital Single)
- 2010: The Story_Her #1 (Digital Single)